# Parque Nacional Gros Morne
O Parque Nacional Gros Morne localiza-se no costa oeste de Terra Nova no Canadá. Foi reconhecido como Patrimônio Mundial pela UNESCO em 1987. É o maior parque nacional da parte atlântica do país e tem uma área de 1.805 km². Seu nome vem da segunda montanha mais alta de Terra Nova, cuja altitude é de 800 metros.

## Galeria

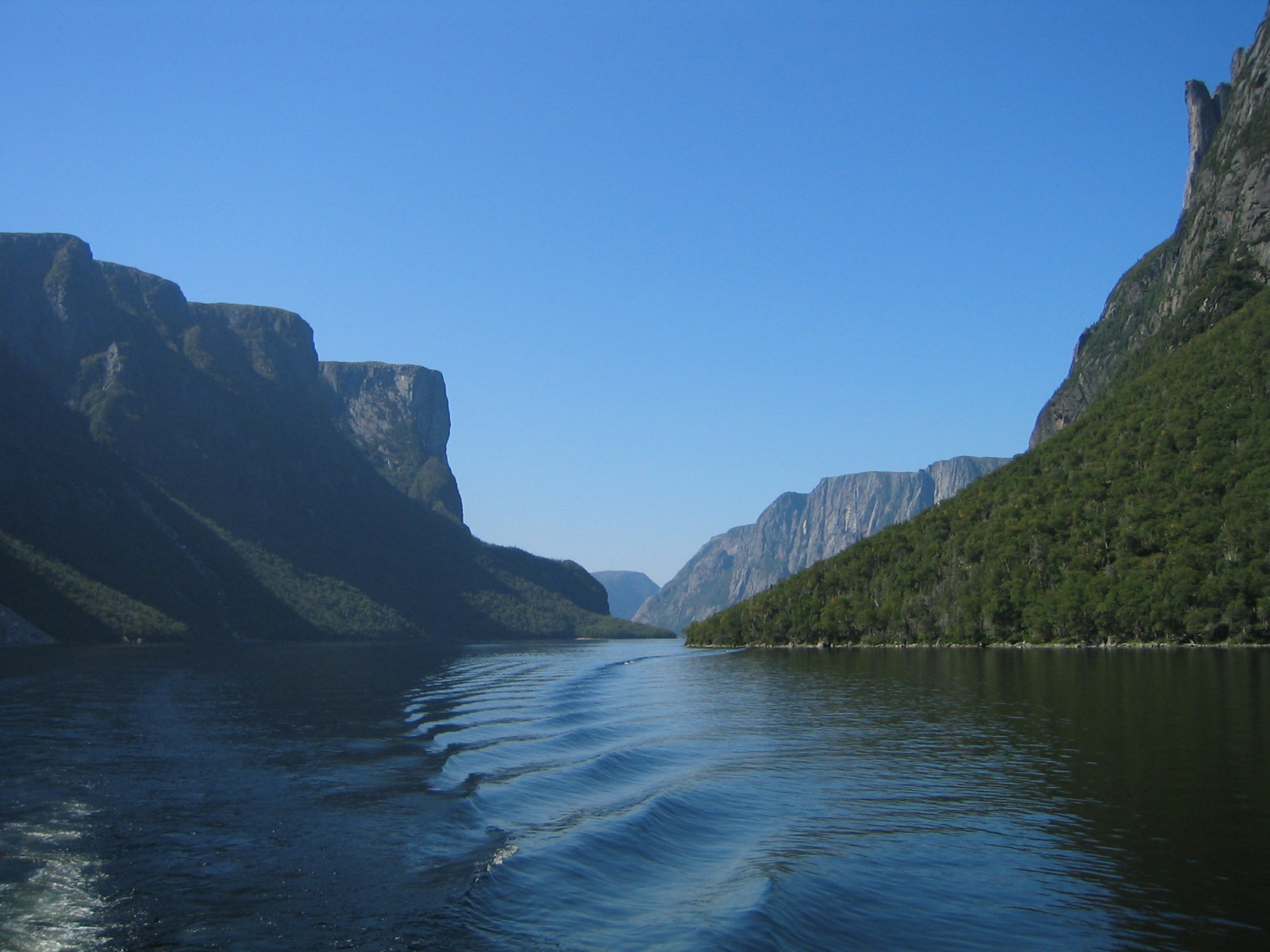
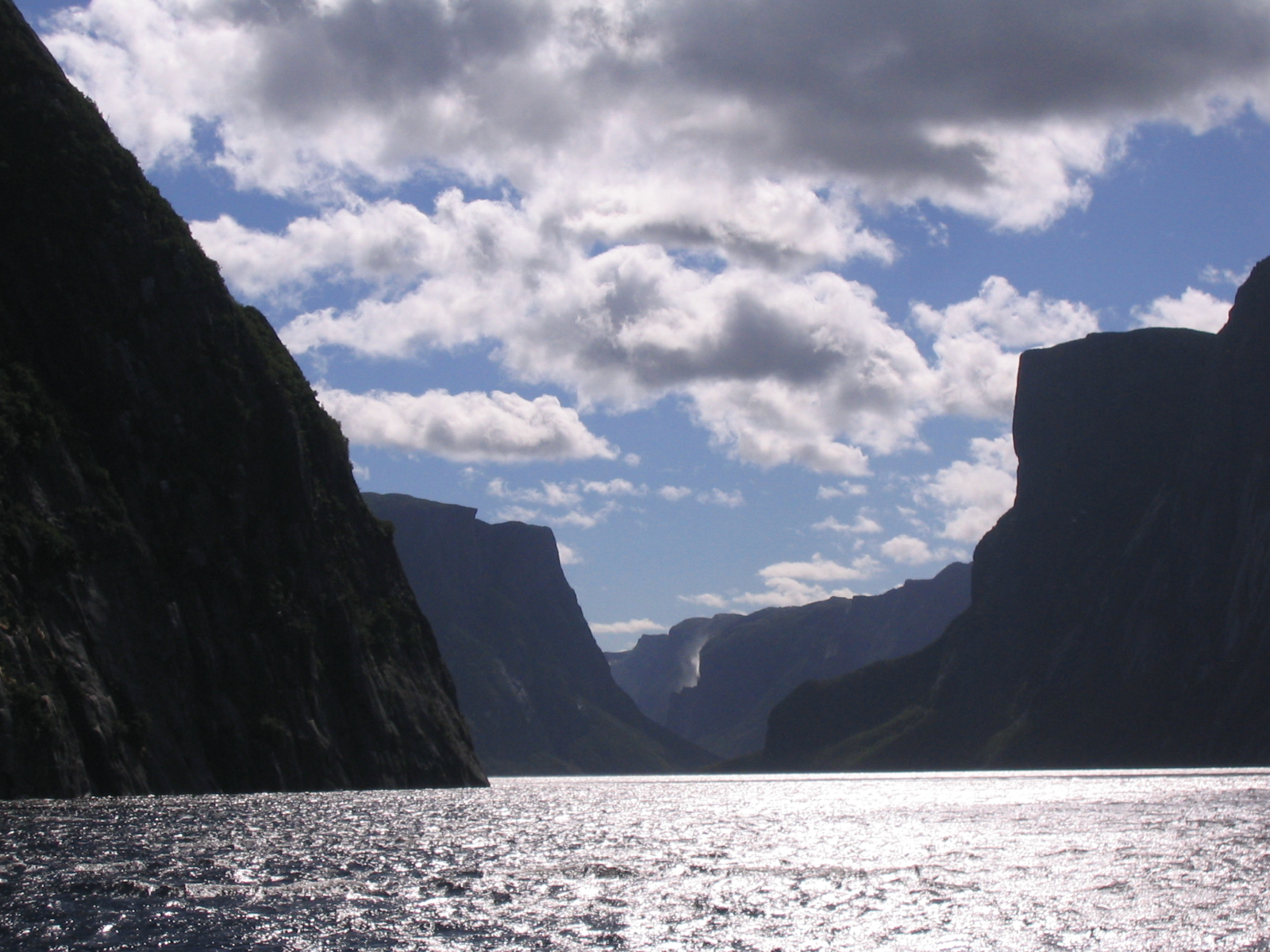
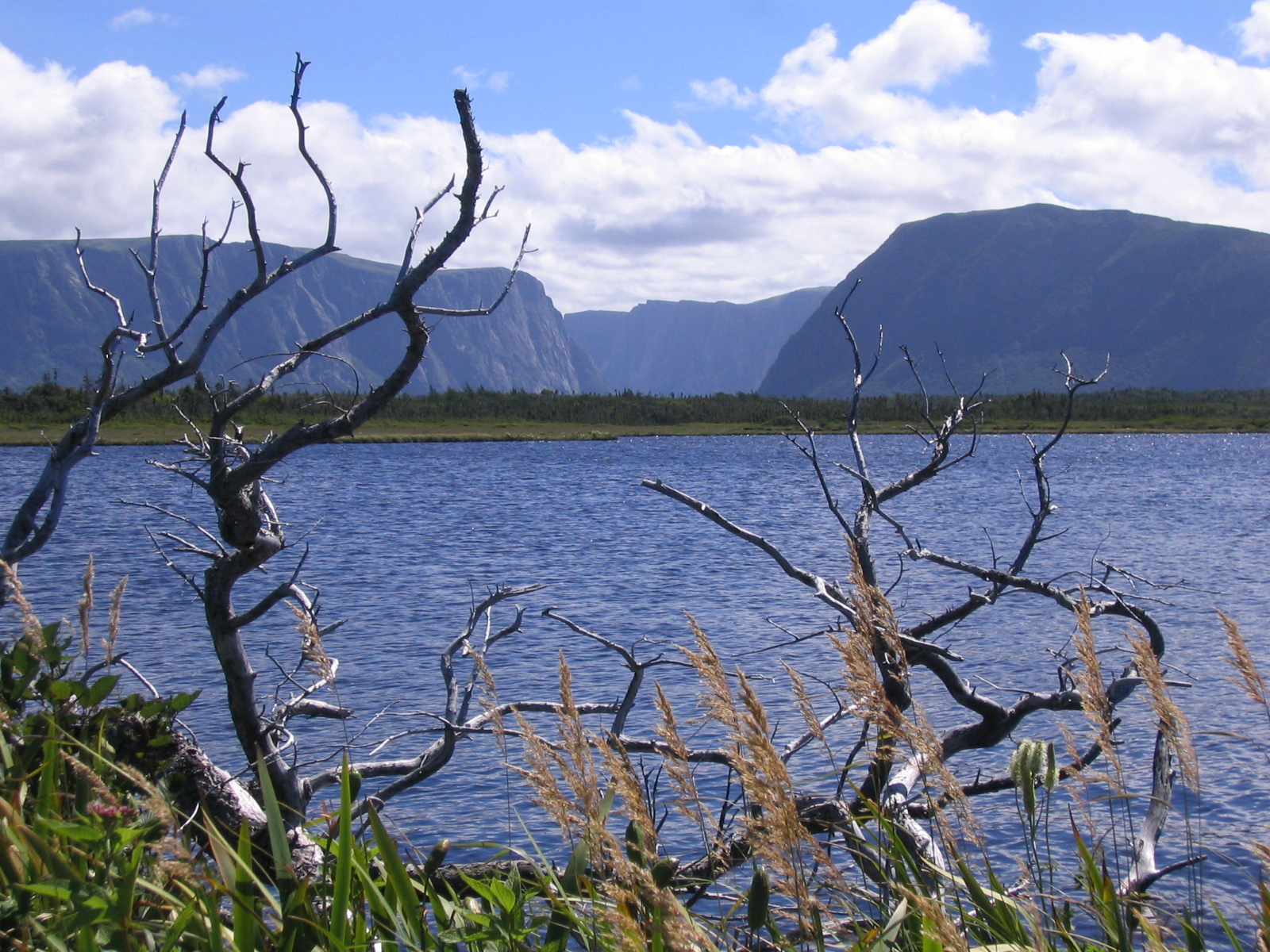

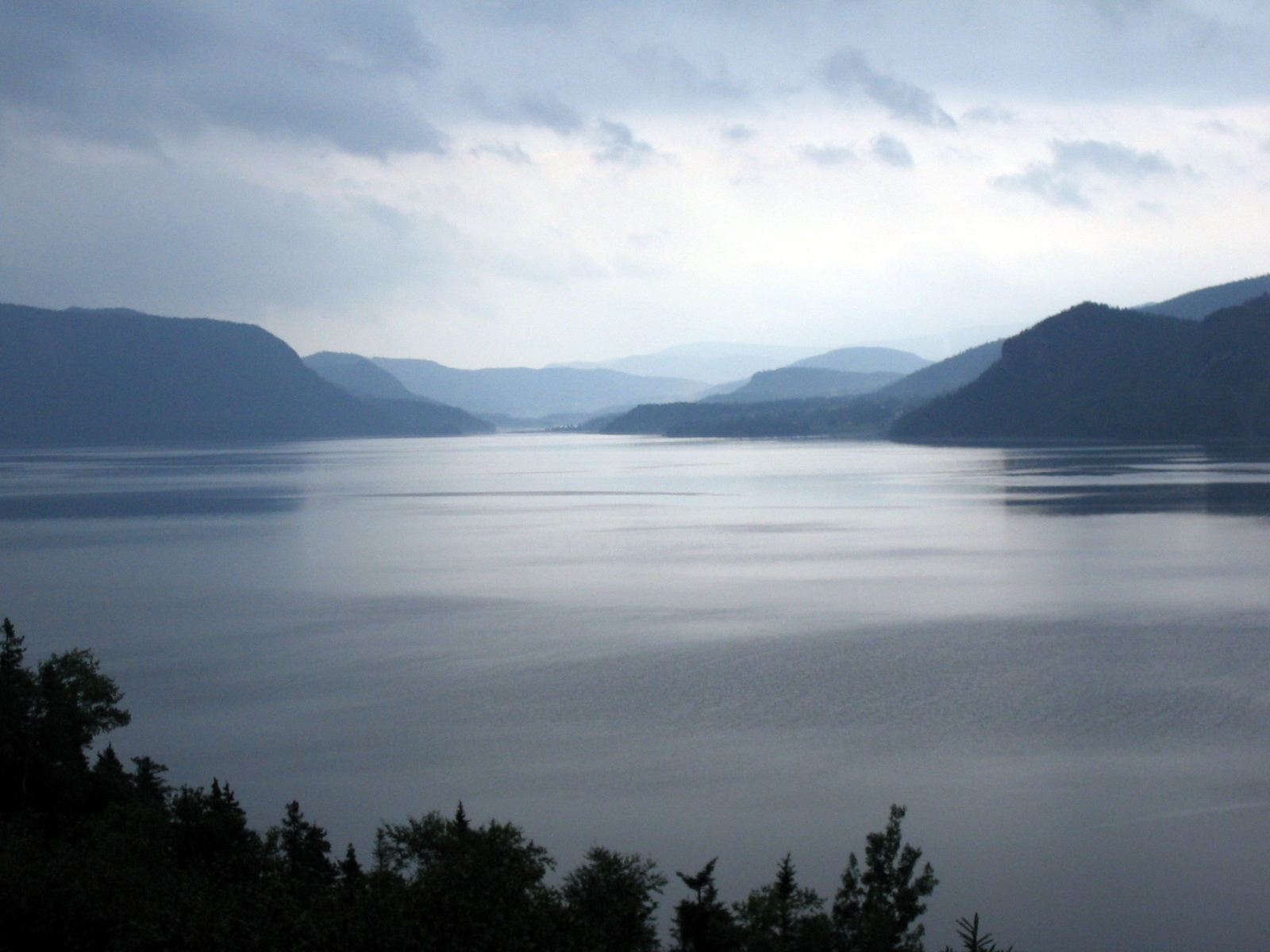
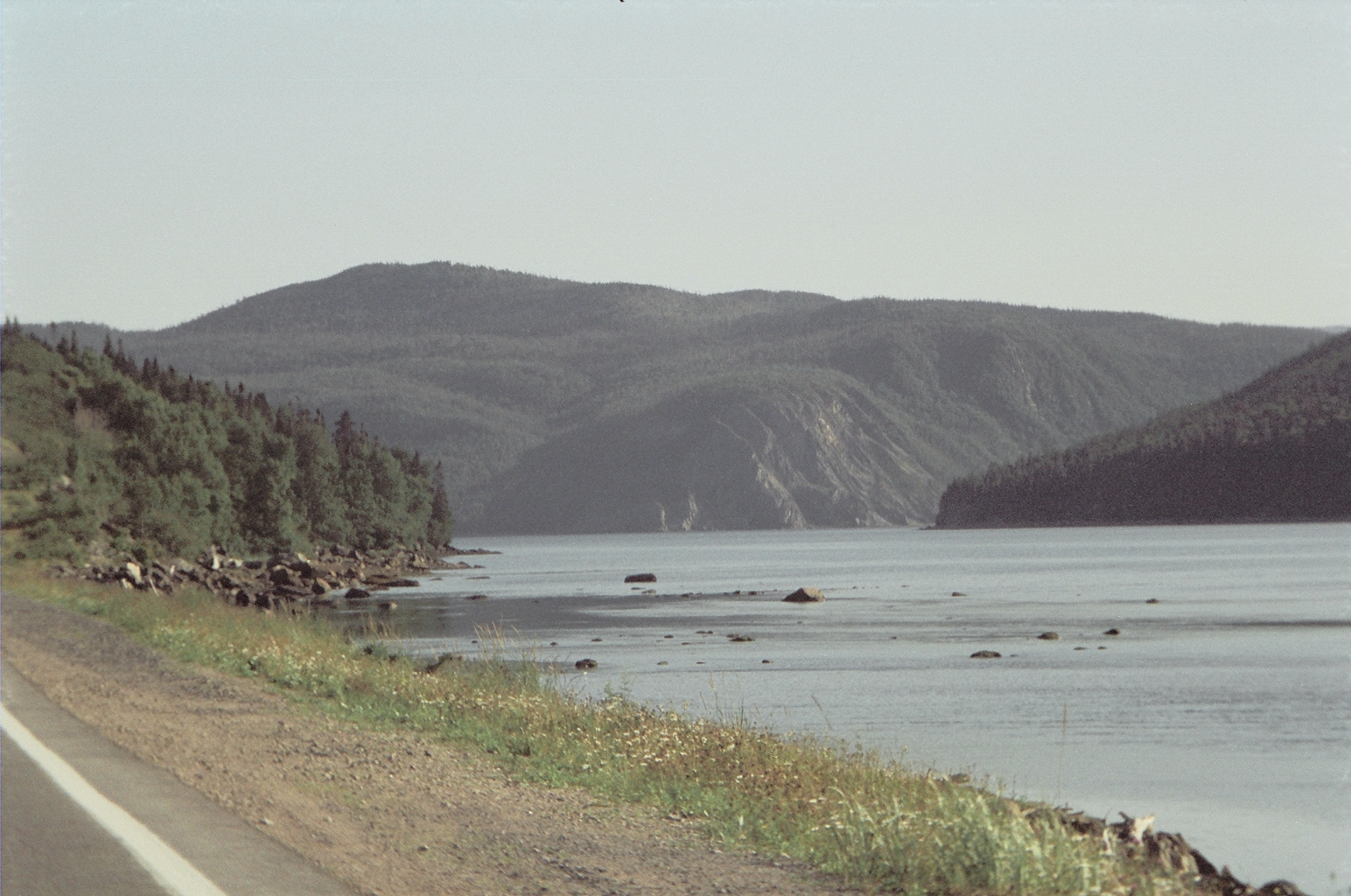
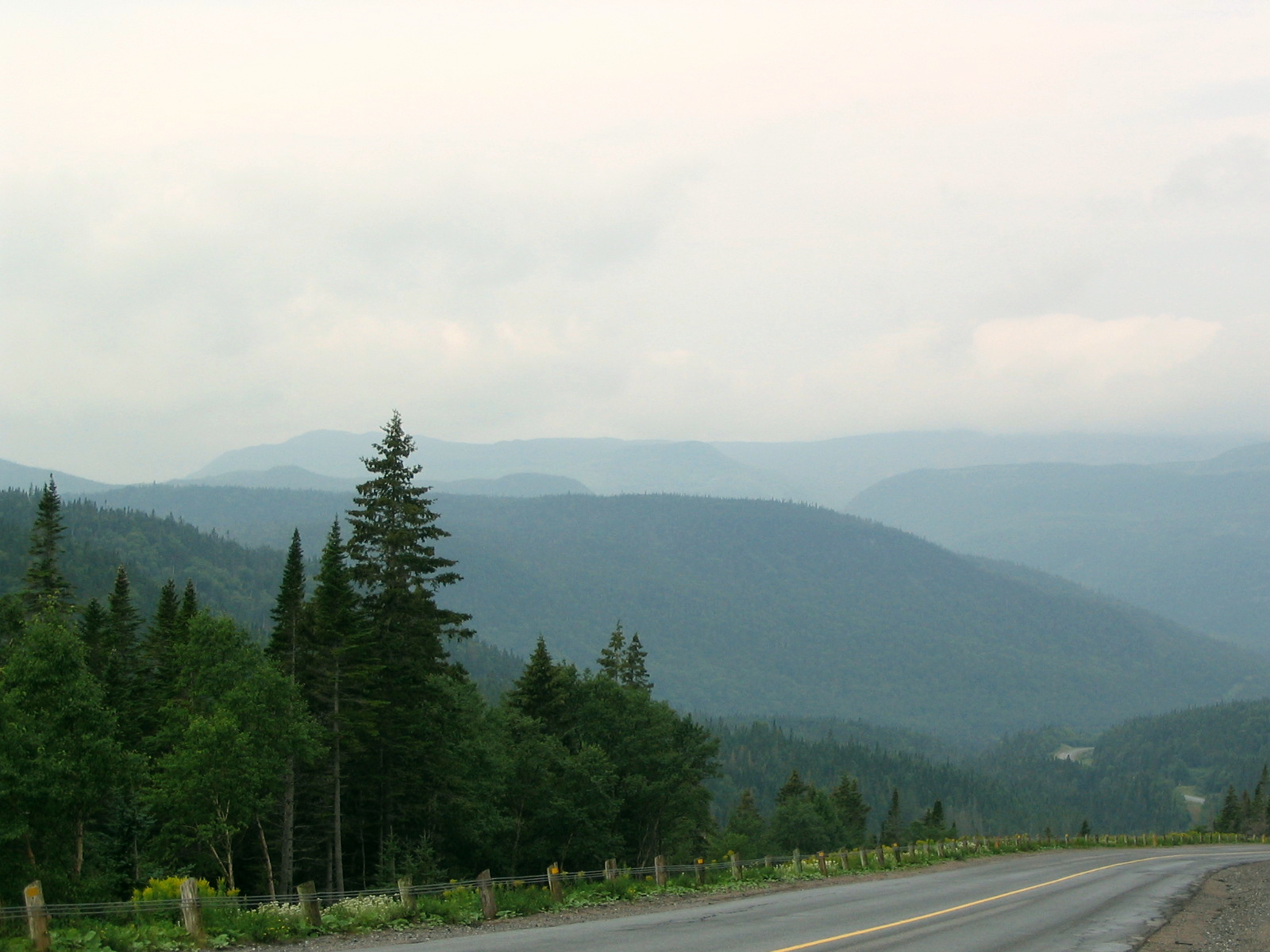

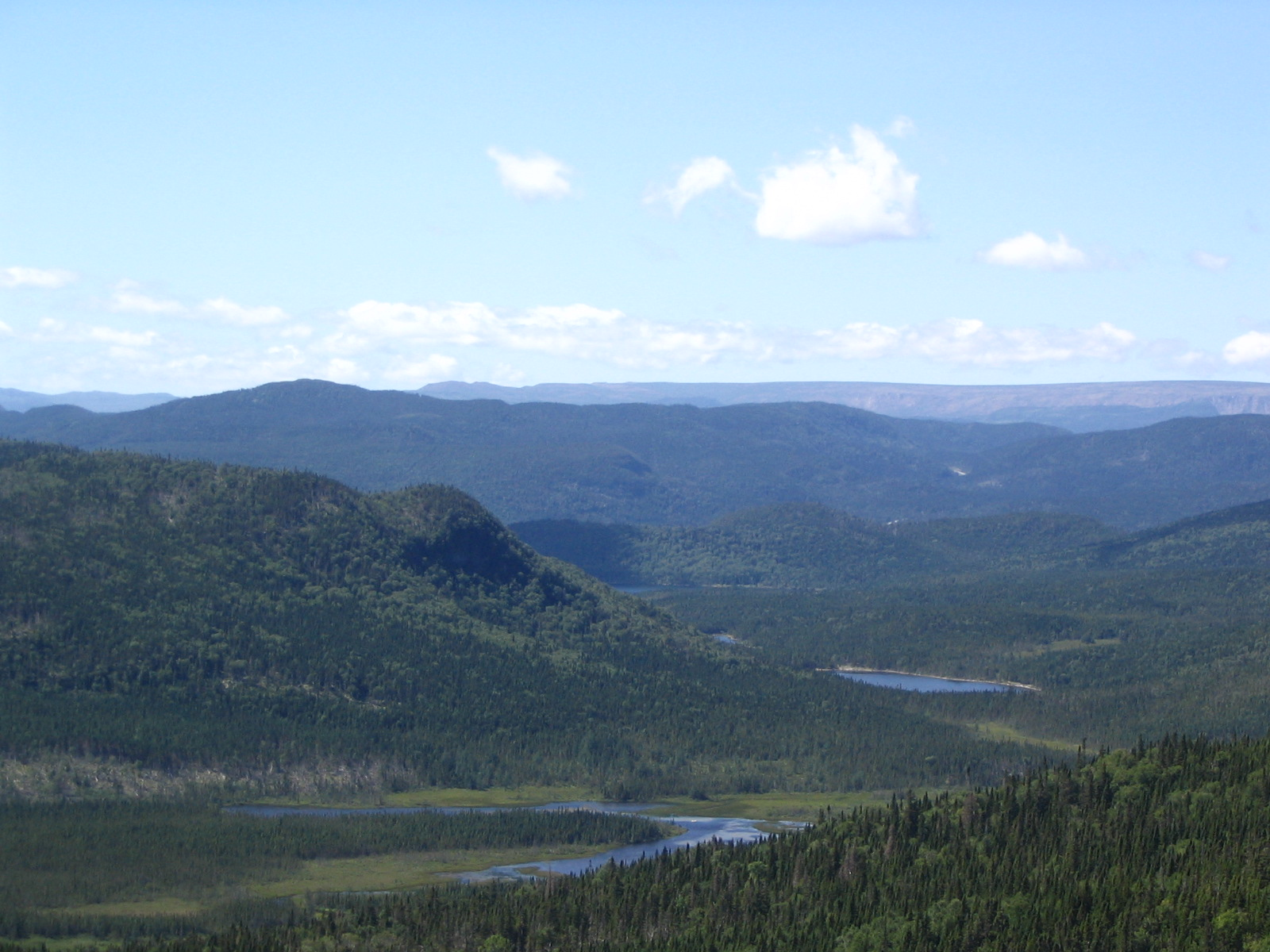
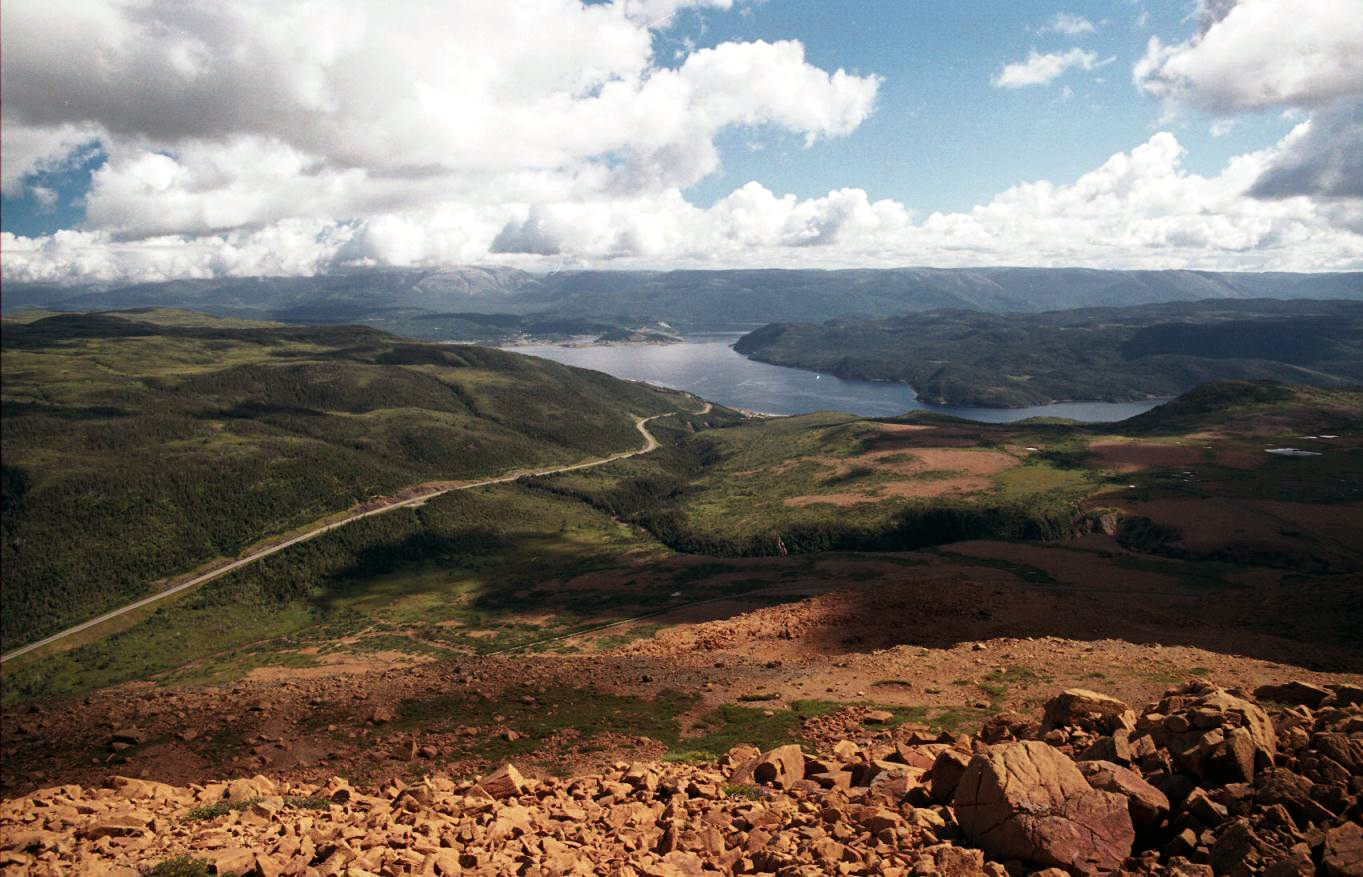
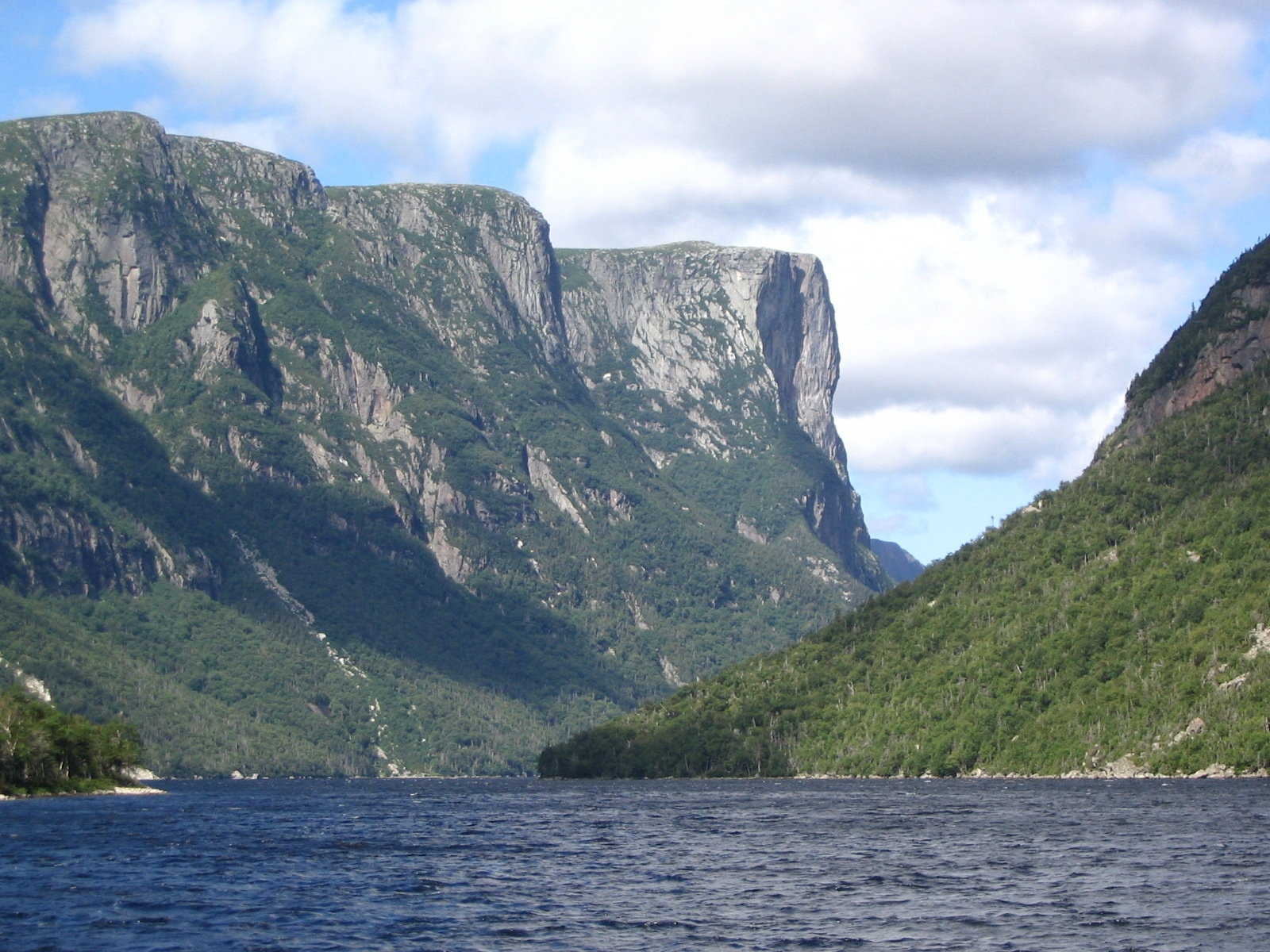